# Bisdom Maralal
Het bisdom Maralal (Latijn: Dioecesis Maralalensis) is een rooms-katholiek bisdom met als zetel Maralal, in Kenia. Het bisdom is suffragaan aan het aartsbisdom Nyeri. 

## Geschiedenis
Het bisdom werd opgericht op 15 juni 2001, uit delen van het bisdom Marsabit.

## Parochies
Het bisdom had in 2021 een oppervlakte van 20.809 km2 en telde 310.327 inwoners waarvan 44,6% rooms-katholiek was.

## Bisschoppen
- Virgilio Pante (15 juni 2001 - 20 juli 2022)
- Hieronymus Emusugut Joya (20 juli 2022 - heden)